# Kraksjön
Kraksjön är en sjö i Åsele kommun i Lappland och ingår i Ångermanälvens huvudavrinningsområde. Sjön har en area på 0,728 kvadratkilometer och ligger 348,1 meter över havet.

## Delavrinningsområde
Kraksjön ingår i det delavrinningsområde (710872-155621) som SMHI kallar för Ovan Rocksjöbäcken. Medelhöjden är 394 meter över havet och ytan är 21,16 kvadratkilometer. Räknas de 6 avrinningsområdena uppströms in blir den ackumulerade arean 106,56 kvadratkilometer. Sämsjöån som avvattnar avrinningsområdet har biflödesordning 2, vilket innebär att vattnet flödar genom totalt 2 vattendrag innan det når havet efter 180 kilometer. Avrinningsområdet består mestadels av skog (84 procent). Avrinningsområdet har 0,73 kvadratkilometer vattenytor vilket ger det en sjöprocent på 3,4 procent.